# Lycosa pampeana
Lycosa pampeana är en spindelart som beskrevs av Holmberg 1876. Lycosa pampeana ingår i släktet Lycosa och familjen vargspindlar. Inga underarter finns listade i Catalogue of Life.